# 오가타 리사
오가타 리사(小片リサ, 1998년 11월 5일 ~ )는 일본의 여성 아이돌 그룹 전 츠바키팩토리의 서브리더, 최연장자이다. 전 J.P ROOM(업프런트 그룹) 소속.

## 개요
- 2010년 9월, 나이스 걸 트레이닝에 가입.
- 2011년 4월, NICE GIRL 프로젝트!의 라이브에서 오프닝 액트로서 첫 스테이지에 피로했다.
- 2012년,「모닝구무스메。11기 멤버『맨얼굴 노래공주』오디션」에 응모했지만, 3차 심사에서 낙선.
- 2014년 11월, 하로프로 연수생에 가입했다.
- 2015년 4월 29일, 신유닛「츠바키팩토리」결성이 발표되면서 이 유닛의 멤버가 되었다.
- 2015년 8월 8일, 츠바키팩토리의 서브리더에 취임.
- 2020년 10월 8일,「헬로! 프로젝트의 룰을 어기는 사안」을 이유로, 활동 휴지를 발표했다[1].
- 2020년 12월 28일, 헬로! 프로젝트 그리고 츠바키팩토리에서의 활동을 종료(사실상의 탈퇴)해, 새로운 개별 연예 활동을 향하겠다고 공식 사이트에서 발표했다[2].
- 2021년 6월 1일, 가수 활동을 중심해 연예 활동을 재개해, M-line club에 가입하는 것을 발표[3][4]. 같은 날, 개인 블로그도 개설.
- 2021년 9월 3일, M-line club의 유튜브 방송『M-line Music』에서 12월 15일에 솔로 명의에 커버 앨범을 발매하는 것을 발표[5].
- 2024년 9월 12일, 같은 달 30일을 기해 소속사 J.P ROOM를 퇴소하는 것을 발표[6].
- 2024년 9월 30일, 소속사 J.P ROOM를 퇴소.

## 작품

### 싱글
1. どっち (2022년 10월 26일)
2. 映画の趣味が合うだけ／ちいさな世界 (2023년 12월 6일)

콜라보레이션
- 마츠바라 타케시 feat. 우에무라 아카리 (Juice=Juice) & 카와무라 아야노 (안주루무) & 오가타 리사 명의

1. 風のブーケ (2021년 9월 29일, 테이치쿠 레코드)

- 미야모토 카린, 오가타 리사, 사토 마사키 명의

1. すっぴん (2023년 11월 19일, 업프런트 워크스)

- C＼C(シンデレラ＼コンプレックス)'24 / SIOOM (from M-line Music) (멤버:사토 마사키, 미야모토 카린, 이나바 마나카, 오가타 리사, 오제키 마이) (2024년 3월 1일)

### 앨범
1. montage (2024년 6월 19일)

### 커버 앨범
1. bon voyage! 〜 risa covers 〜 (2021년 12월 15일)

### 영상 작품
- 미야모토 카린「STAGE VANGUARD『悪嬢転生』」(2022년 12월 21일) - 특전 영상 게스트 출연

## 출연

### 라디오
- HELLO! DRIVE! -하로드라- (2016년 10월  ~ 2017년 9월, 라디오 네오) - 수요일 레귤러
- HELLO! DRIVE! -하로드라- (2017년 10월  ~ 2019년 6월, 라디오 네오) - 화요일 레귤러
- 오가타 리사의 러브 봉쥬아 (KAN의 록 봉쥬아)  (2023년 10월 ~ 2024년 3월, STV 라디오) - 셋째 주 수요일 담당
- 오가타 리사의 러브 봉쥬아 (봉쥬아 몽슈엘)  (2024년 4월 ~ 9월, STV 라디오) - 셋째 주 수요일 담당

### 영화
- 영화 미학교 픽션 코스 제12기 고등과 수료 작품「집콕 여행」(2012년)

### 콘서트 · 라이브

#### 단독
- 오가타 리사「bon voyage!」in COTTON CLUB (2022년 1월 11일 ~ 5월 26일 · 8월 19일, COTTON CLUB, 11회 공연)[7]
- 오가타 리사「bon voyage!」in OSAKA (2022년 6월 11일 · 12일, 마츠시타 IMP 홀)
- RISA OGATA CONCERT 2022「Coeur à coeur」(2022년 10월 6일 · 11일, COTTON CLUB, 4회 공연 · 11월 26일 · 27일, 다이이치 호텔 료고쿠, 4회 공연)
- RISA OGATA CONCERT 2023「Coeur à coeur」(2023년 1월 27일 · 5월 29일 · 30일, COTTON CLUB, 6회 공연 · 3월 6일 · 7일, 다이이치 호텔 료고쿠, 2회 공연)
- RISA OGATA CONCERT「éclatant」(2023년 10월 30일 · 31일 · 2024년 3월 11일 ~ 13일, COTTON CLUB, 10회 공연 · 2023년 12월 26일 · 27일, 다이이치 호텔 료고쿠, 4회 공연)
- 오가타 리사 LIVE 2024 “End roll #2” (2024년 7월 27일, Yogibo META VALLEY, 2회 공연 · 28일, NAGOYA JAMMIN', 2회 공연 · 8월 4일, 신주쿠 ReNY, 2회 공연 · 18일, 요코하마 ReNY beta, 2회 공연)
- 오가타 리사 LIVE “the strray city” (2025년 9월 5일, @ I'M A SHOW)

#### 합동
- M-line Special 2021 ~Make a Wish!~ (2021년 6월 5일, 나고야 시민회관, 2회 공연(게스트로서) · 6월 20일(정기), 나카노 선플라자, 2회 공연(오프닝 액트로서) · 26일(정기), 토다 시 시민회관, 2회 공연(오프닝 액트로서) · 27일, 센다이 GIGS, 2회 공연(게스트로서) · 7월 24일, KT Zepp 요코하마, 2회 공연 · 25일, Zepp 난바, 2회 공연 ·  8월 15일(정기), NHK 오사카 홀, 2회 공연 · 29일(정기), 마츠시타 IMP 홀, 2회 공연 · 9월 11일, 에도가와 구 종합문화센터 대홀, 2회 공연 · 26일,  Zepp Osaka Bayside, 2회 공연 · 10월 3일, 메구로 퍼시몬 홀, 2회 공연 · 10일, 마사토 시 문화회관, 2회 공연 · 19일, 나고야 시민회관, 2회 공연 · 30일 · 31일, 요코하마 랜드마크 홀, 4회 공연 · 11월 14일, NHK 오사카 홀, 2회 공연 · 20일, 나카노 선플라자, 2회 공연 · 23일, 삿포로 쿄사이 홀, 2회 공연 · 28일, 야마구치 KDD 이신 홀, 2회 공연 · 12월 4일, 히로시마 국제회의장 피닉스 홀, 2회 공연 · 11일, Zepp 도쿄, 2회 공연 · 18일, 센다이 GIGS, 2회 공연 · 25일, 일본 특수도업 시민회관 빌리지홀, 2회 공연)
- M-line Special 2022 ~My Wish~ (2022년 2월 13일, 마츠시타 IMP 홀, 2회 공연 · 23일, 메구로 퍼시몬 홀, 2회 공연 · 3월 5일, 후쿠오카 시민 문화회관 중홀, 2회 공연 · 19일, 일본 특수도업 시민회관 빌리지홀, 2회 공연 · 21일, 히로시마 JMS 아스테르 플라자 대홀, 2회 공연 · 4월 9일, KT Zepp 요코하마, 2회 공연 · 24일, 하치오지 시 예술문화회관 이치죠 홀, 2회 공연 · 29일, 메구로 퍼시몬 홀, 2회 공연 · 6월 4일, 토다 시 문화회관, 2회 공연 · 18일, 센다이 GIGS, 2회 공연 · 7월 17일, NHK 오사카 홀, 2회 공연 · 31일, 일본 특수도업 시민회관 빌리지홀, 2회 공연 · 8월 14일, 타워 홀 후나보리 대홀, 2회 공연 · 28일, 삿포로 쿄사이 홀, 2회 공연 · 9월 4일(정기), 오사카 메르파르크 홀, 2회 공연 · 19일, 히로시마 NTT 크레드 홀, 2회 공연 · 25일, 토다 시 시민회관, 2회 공연 · 10월 2일, NHK 오사카 홀, 2회 공연 · 10일(정기), 나고야 시민회관, 2회 공연 · 10월 16일, 요코하마 랜드마크 홀, 2회 공연 · 11월 13일, Zepp Haneda, 2회 공연 · 23일, 센다이 GIGS, 2회 공연 · 12월 17일, NHK 오사카 홀, 2회 공연 · 24일, 메구로 퍼시몬 홀, 2회 공연)
- M-line Special 2023 ~Magical Wish~ (2023년 2월 26일, 센다이 GIGS, 2회 공연 · 3월 4일, 마츠시타 IMP 홀, 2회 공연 · 21일, 요코하마 랜드마크 홀, 2회 공연 · 25일, 삿포로 쿄사이 홀, 2회 공연 · 4월 14일, 나카노 ZERO 대홀, 1회 공연 · 28일, 메구로 퍼시몬 홀, 1회 공연 · 5월 4일 · 5일, 요코하마 랜드마크 홀, 4회 공연 · 5월 13일, 우라야스 시 문화회관 대홀, 2회 공연 · 6월 25일, 도카이 예술극장 대홀, 2회 공연 · 7월 1일, 메르파르크 홀 오사카, 2회 공연 · 6일, 메구로 퍼시몬 홀, 1회 공연 · 26일, 오오타 구민 홀 어플리코 대홀, 1회 공연 · 8월 6일, 덴키 빌 미라이 홀, 2회 공연 · 31일, 타워홀 후나보리 대홀, 1회 공연 · 10월 8일, 나고야 CLUB QUATTRO, 2회 공연 · 9일, 교토 FANJ, 2회 공연 · 11월 3일, 히로시마 CLUB QUATTRO, 2회 공연 · 4일, 오카야마 CRAZYMAMA KINGDOM, 2회 공연 · 12일, EVANS CASTLE HALL, 2회 공연 · 23일, 고리야마 Hip Shot Japan, 2회 공연 · 12월 3일, 삿포로 PENNY LANE 24, 2회 공연 · 5일, 나카노 ZERO 대홀, 1회 공연 · 9일, 기후 club-G, 2회 공연 · 10일, SOUND SHOWER ark, 2회 공연 · 17일, 슈난 RISING HALL, 2회 공연 · 24일, 센다이 GIGS, 2회 공연)
- LIVE 2023 - Mi RooM - (2023년 6월 14일 · 15일, COTTON CLUB, 4회 공연)
- Hello! Project 25th ANNIVERSARY CONCERT「ALL FOR ONE & ONE FOR ALL!」ACT II (2023년 9월 10일, 국립 요요기 경기장 제1체육관)
- 오카야마현 비젠시×OCHA NORMA 지역 활성화 콘서트 나루치카 OCHA NORMA in 비젠 (2023년 11월 19일, 비젠시 시민센터) - 스페셜 게스트로서 출연.
- M-line Special 2024 ~Many well wishes~ (2024년 2월 4일, 요코하마 Bay Hall, 2회 공연 · 17일, 신주쿠 ReNY, 2회 공연 · 18일, 카시와 PALOOZA, 2회 공연 · 23일, 모리오카 CLUB CHANGE WAVE, 2회 공연 · 24일, 고리야마 Hip Shot Japan, 2회 공연 · 3월 24일, 메구로 퍼시몬 홀, 2회 공연 · 4월 6일, 아오모리 Quarter, 2회 공연 · 7일, 고리야마 Hip Shot Japan, 2회 공연 · 5월 17일, 신주쿠 ReNY, 2회 공연 · 18일, 기후 club-G, 2회 공연 · 26일, 요코하마 Bay Hall, 2회 공연)
- 츠바키팩토리 콘서트 투어 2024 봄「C'mon Everybody !」니이누마 키소라 졸업 스페셜 ~Ready Go! Now!~ (2024년 6월 10일, 일본 무도관) - 게스트로서 출연.

### 무대
- STAGE VANGUARD「악양전생」(2022년 8월 7일, COTTON CLUB) - 게스트로서 출연.

## 서적

### 사진집
- 1st 솔로 사진집「オレンジの砂時計～リサ二十歳～」(2019년 11월 5일, 와니북스) ISBN 978-4-8470-8243-6

## 참가 유닛
- 츠바키팩토리 (2015년 ~ 2020년)
- SIOOM (from M-line Music) (2024년)